# Чорешть (Галац)
Чорешть, Чорешті (рум. Ciorăști) — село у повіті Галац в Румунії. Входить до складу комуни Пріпонешть.
Село розташоване на відстані 214 км на північний схід від Бухареста, 88 км на північний захід від Галаца, 116 км на південь від Ясс.

## Населення
За даними перепису населення 2002 року у селі проживали 1210 осіб, усі — румуни. Усі жителі села рідною мовою назвали румунську.